# Johann Seebacher
Johann Seebacher (* 28. August 1816 in Keutschach/Hodiše; † 15. September 1890 in Seebach) war ein österreichischer Landwirt und Politiker.

## Leben
Seebacher war der Sohn des Landwirts Gabriel Seebacher und dessen Ehefrau Maria geb. Krolnigg. Er war römisch-katholisch und heiratete am 6. Mai 1844 Katharina Puntschart (* 30. April 1820; † 15. April 1892). Aus der Ehe gingen sechs Kinder hervor.
Seebacher besuchte die Volksschule in Keutschach und Viktring. Im Jahr 1839 übernahm er den väterlichen Familienbesitz vulgo Sarnig in Seebach.
Er ist auf dem Friedhof Stein bei Viktring begraben.

## Politik
1849 wurde er Gemeinderat und war von 1867 bis 1890 Bürgermeister von Viktring. Ab 1862 war er Mitglied der Landwirtschaftsgesellschaft und 1886 Gründungsmitglied und Obmann des Kärntner Bauernbundes. Er wurde mit dem Goldenen Verdienstkreuz ausgezeichnet.
Vom 24. September 1878 bis zum 23. Mai 1890 war er Abgeordneter im Kärntner Landtag für den Wahlkreis LGM 1 Klagenfurt. Im Landtag war er Mitglied des Bau- und des Revisionsausschusses. Er gehörte dem Klub Deutschliberale und dann KBB an. Er wurde bei den Landtagswahlen am 20. August 1890 im Landgemeinden-Wahlbezirk Klagenfurt wiedergewählt, legte das Mandat wegen Krankheit Anfang September zurück und verstarb kurz darauf, noch vor der Konstituierung der 7. Gesetzgebungsperiode.